# حادثة عين السنوسي
حادثة عين السنوسي أو ما تعرف محليا فاجعة عمدون هو حادثة انقلاب حافلة سياحية في تونس كانت تقل 43 شخصا من منحدر جبلي حاد وسقوطها في مجرى وادٍ بمنطقة عمدون التابعة لولاية باجة في شمال غربي تونس، جد يوم 1 ديسمبر 2019 وخلف ما ينهاز 30 قتيلا و17 جريحا أغلبهم في حالة حرجة. وكانت الحافلة متجهة من تونس العاصمة إلى مدينة عين دراهم الجبلية في إطار رحلة ترفيهية سياحية قام بها مجموعة من الشباب التي تتراوح أعمارهم بين 20 و30 سنة.

## أسبابها
أعلن وزير النقل التونسي أن ما سبب حادث سقوط حافلة يرجع مبدئيا إلى السرعة المفرطة التي بلغت حسب شهود عيان أكثر من 110 كلم في الساعة، والحالة المتقادمة والسيئة للحافلة حيث يتجاوز عمرها العشرين عاما أو أكثر، كما تعرف المنطقة بتضاريسها الجبلية الوعرة وكثرة المنعرجات والمطبات وصعوبة التنقل فيها. إضافة إلى تعطل الفرامل وعجز السائق عن السيطرة على الحافلة ما أدى إلى انزلاقها وسقوطها من منحدر جبلي عميق، لتستقر في قاع الوادي.

## ردود الفعل الدولية
- الأمم المتحدة: توجهت منظمة الأمم المتحدة بأحر التعازي لعائلات ضحايا انقلاب الحافلة السياحية بعمدون من ولاية باجة. وعبرت الأمم المتحدة عن تضامنها مع كل الشعب التونسي في هذه الأوقات العصيبة.[4]
- ليبيا : أبلغ رئيس المجلس الانتقالي الليبي فايز السراج رئيس الجمهورية التونسي تعازي الحكومة الليبية وتعاطف الشعب الليبي مع الشعب التونسي في المصاب الجلل إثر الحادث الأليم الذي ذهب ضحيّته 26 شابّا من أبناء تونس.[5]

## التبعات والتحقيق البرلماني
التبعات القضائية
في 5 يونيو، قررت المحكمة الإبتدائية بباجة الحكم على مدير شركة الأسفار التي أجّرت الحافلة بسنتين سجن.
التحقيق البرلماني
قرر مجلس نواب الشعب التونسي تكوين لجنة تحقيق برلمانية تتكون من 22 عضوا وتترأسها النائبة سيدة الونيسي. في مارس 2020، أعلنت اللجنة عن إنهاء مهامها، ولكن بسبب جائحة فيروس كورونا، تأخر الإعلان عن تقديم التقرير لحدود شهر يونيو. عقدت جلسة عامة لمناقشة التقرير مع وزير دولة للنقل واللوجستيك أنور معروف ووزير السياحة والصناعات التقليدية محمد علي التومي ووزير التجهيز والإسكان والتهيئة الترابية المنصف السليتي ووزيرة العدل ثريا الجريبي ووزير الداخلية هشام المشيشي ووزير الصحة عبد اللطيف المكي.

كشف التقرير الإخلالات التالية:
- تردي وضع المنظومة الصحية في ولاية باجة والشمال الغربي بصفة عامة.
- تضارب في أقوال المسؤولين الإداريين وتقارير الوزارات والمجتمع المدني وعائلات الضحايا والخبراء المستقلين.
- التأخير في عمليات إجلاء الجرحى والموتى من مكان الحادث مما تسبب في ارتفاع عدد الضحايا.
- إخلالات تخص طريقة نقل المصابين وإسعافهم.
- تردي وضعية الطرقات وغياب المواصفات اللازمة.

وخرجت اللجنة ب25 توصية، أهمها:
- إعادة النظر في الخارطة الصحية بولايات الشمال الغربي التونسي.
- اعتبار المستشفى الجهوي بباجة غير قابل للإصلاح وأن الحل العاجل هو إنشاء مستشفى جديد متعدد الاختصاصات، وتركيز آلة مفراس وإطارها التقني بمستشفى باجة.
- إحداث وحدة للإحاطة النفسية لضحايا الكوارث بوزارة الصحة والنظر في مسألة كثرة العملة العرضيين في المستشفيات.
- تنقيح مجلة الطرقات وتشجيع الشراكة بين القطاعين العام والخاص في مشاريع السلامة المرورية وتسريع إحداث صندوق الوقاية من حوادث المرور، وكذلك ضبط إستراتيجية وطنية للسلامة المرورية ومنها إحداث مجلس أعلى للسلامة المرورية وإعادة هيكلة المرصد الوطني للمرور وإحداث خطة مندوب السلامة المرورية برئاسة الحكومة.
- تركيز نظام معلوماتي لأرشفة الخصائص الفنية للعربات صلب الوكالة الفنية للنقل البري، وحوكمة إسناد شهادة الفحص الفني للعربات.
- تعزيز إمكانيات الحماية المدنية ونقاط تواجدها في كامل تراب الجمهورية.
- فتح ملف الأشغال العامة ومكافحة الفساد في الدراسات والأشغال، وإصلاح قانون الصفقات العمومية.
- تكفل الدولة بمصاريف علاج المصابين إثر حدوث أي فاجعة وطنية.
- تمكين شركات التأمين من محاضر البحث في مدة لا تتجاوز الشهر ضمانا للسرعة والنجاعة.
- التشجيع على السياحة الداخلية ونشاط الحركلة والاهتمام بتجهيز المسالك والبنية التحتية المتصلة به.
- وضع إطار قانوني لعمل لجان التحقيق البرلمانية.

## روابط خارجية
- تقرير لجنة التحقيق البرلمانية حول فاجعة عمدون نسخة محفوظة 11 يونيو 2020 على موقع واي باك مشين..